# 科爾登納姆 (紐約州)
科爾登納姆（英語：Coldenham）是位於美國紐約州奧蘭治縣的非建制地區。

## 歷史
科爾登納姆的郵局於1820年設立，其後於1905年停運。

## 地理
科爾登納姆所處的海拔為高於海平面134米（即440英呎），而該地所採用的時區為UTC-5，即北美东部时区（EST）。同時該地設有夏令時間，為UTC-5調快一小時，即UTC-4（EDT）。